# Ошанин, Илья Михайлович
Илья́ Миха́йлович Оша́нин (22 апреля (5 мая) 1900, Ярославль — 5 сентября 1982, Москва) — советский китаист, доктор филологических наук (1947), профессор (1948), член КПСС с 1950 года. Наиболее известен как лингвист, автор китайско-русских словарей, с 1956 года глава многолетнего проекта Большого китайско-русского словаря (БКРС), завершённого уже после его кончины (издан в четырёх томах в 1983—1984 годах).

## Происхождение
Родился в дворянской семье. Отец — Михаил Павлович Ошанин (1869—1931), титулярный советник. Мать — Ольга Михайловна, урожд. Бибикова (1880—1967), внучка генерала Ильи Гавриловича Бибикова. Во втором браке Ольга Михайловна вышла замуж за мореплавателя, писателя-мариниста, учёного Д. А. Лухманова.
Младшие братья Ильи Михайловича: Сергей (1903, Ярославль—1977, Ленинград), военный, участник Гражданской войны и Великой Отечественной войны; Владимир (1911, Варшава—1987, Севастополь), окончил Ленинградское высшее мореходное училище, в последние годы работал в Севастопольском океанографическом институте.

## Биография
В 1918 году закончил гимназию и начал трудиться в Управлении связи Красной Армии при Реввоенсовете Республики. В 1924 году закончил Московский институт востоковедения и до 1926 года трудился в Китае в качестве переводчика.
С 1931 года по 1942 год читал лекции в Московском институте востоковедения, а с 1942 года по 1957 год — на кафедре китайского языка Военного института иностранных языков. С 1939 года по 1944 год также трудился в качестве старшего преподавателя в Высшей дипломатической школе МИД СССР, затем возглавил кафедру языков Дальнего Востока этой школы. В 1944 году защитил диссертацию на степень кандидата филологических наук, под названием «Происхождение, развитие и структура современного китайского иероглифического письма».
С 1945 года трудился в Институте востоковедения АН СССР.
При докторантуре Института написал диссертацию на степень доктора филологических наук, под названием «Слово и часть речи в китайском языке (опыт периодизации истории китайского языка)», и в июне 1947 года защитил её. В следующем году ему присвоено звание профессора.
С 1956 года — старший научный сотрудник, заведующий сектором словарей Института востоковедения АН СССР и главный редактор четырёхтомного «Большого китайско-русского словаря».
Автор более пятидесяти научных работ. Опубликовал новаторские учебники китайского языка при Московском институте востоковедения (1931 г., 2-е изд. в 1935 г.), при Высшей дипломатической школе (1940 г.) и в «Воениздате» (1946 г.).
Был редактором первого в стране полного китайско-русского словаря, издававшегося три раза в СССР (1952, 1955, 1962) и по меньшей мере один раз в КНР и получившего премию Президиума Академии наук СССР в 1954 году.
Награждён орденом Дружбы народов (12 мая 1980 г.). Лауреат Государственной премии СССР (1986), которой было отмечено создание четырёхтомного «Большого китайско-русского словаря».

## Примечательные факты
Интересное свидетельство о юности Ошанина принадлежит Егору Гайдару:

Дед моей жены по матери (Илья Ошанин, он потом стал известным советским ученым-китаистом) в юности был ни больше ни меньше, как пажом вдовствующей императрицы. Закончил Пажеский корпус, жил при дворе. И насмотревшись тамошних нравов (Распутин и все такое), настолько это всё возненавидел, что после революции добровольцем записался в Красную армию.
Дочь Ильи Михайловича и Екатерины Евгеньевны (в девичестве Фортунатова; 1907—1993) Ошаниных — Елена Ильинична (1926, Шанхай — 1994, Москва), окончила Военный институт иностранных языков по специальности «переводчик с китайского и английского языков»; первым браком была замужем за Дмитрием Воскресенским, учеником отца. Вторым браком была замужем за известным писателем-фантастом Аркадием Натановичем Стругацким.
Внучки: 
- Наталия Дмитриевна Воскресенская (в замуж. Фошко; род. 1951), закончила Институт Стран Азии и Африки. С 1991 года живет с семьей США.
- Мария Аркадьевна Стругацкая (род. 1955). Закончила Московский институт инженеров транспорта. Во втором браке была замужем за Егором Гайдаром (1956—2009).

Правнуки: Екатерина Эдуардовна Фошко (род. в 1978), Иван Владимирович Стругацкий (род. в 1979), Павел Егорович Гайдар (род. в 1990).
Одно время в семье Ильи Михайловича и Екатерины Евгеньевны отношения разладились, Ошанин развёлся и создал новую семью с Еленой Николаевной Тулиновой. Впрочем, новая семья просуществовала недолго, не было детей — через несколько лет Илья Михайлович вернулся к старой семье.

## Труды
- Культура и письменность Востока. «Новая эра китайской письменности» 1931, № 9
- Учебник китайского разговорного языка «Байхуа». Москва-Ленинград: «Искра революции», 1935.
- Учебник китайского языка для первого года обучения. Часть 1. Москва: «Воениздат», 1944. 168 с.
- О понятийных категориях китайского глагола // Труды ВИИЯ. № 1. Москва, 1945. С. 41-47.
- О частях речи в китайском языке // Труды ВИИЯ. № 3. Москва, 1946. С. 77-92.
- Учебник китайского языка / Военное издательство Министерства Вооруженных Сил СССР. Москва: Военный институт иностранных языков. 1946.
- Китайско-русский словарь. Около 65 000 слов и выражений / АН СССР. Институт востоковедения. Москва: Государственное издательство иностранных и национальных словарей. 1952.
- Китайско-русский словарь. Более 70 000 слов и выражений. Москва: Государственное издательство иностранных и национальных словарей, 1955.
- Большой китайско-русский словарь по русской графической системе в 4 томах. Около 250 000 слов и выражений / АН СССР. Институт востоковедения. Москва: ГРВЛ, 1983—1984.